# Suspiros de España (serie de televisión)
Suspiros de España es una serie de Televisión española, que fue emitida en la temporada 1974-1975.

## Argumento
Cada uno de los episodios se centra en circunstancias de la vida cotidiana de la España de la década de los 70, sin mayor relación argumental entre los capítulos que el tono de crítica costumbrista, centrada en los anhelos y deseos de los españoles (de ahí el título), como podían ser ganar una quiniela, heredar una fortuna o encontrar un amor. También daba continuidad el elenco de actores que protagonizaron esta ficción, interpretando un papel distinto cada semana.

## Reparto
- Irene Gutiérrez Caba
- Antonio Ferrandis
- Juan Diego
- Queta Claver
- Mercedes Alonso
- Carmen Maura
- Félix Rotaeta

## Premios
- TP de Oro a la Mejor Actriz para Irene Gutiérrez Caba.